# Ampelisca soleata
Ampelisca soleata is een vlokreeftensoort uit de familie van de Ampeliscidae. De wetenschappelijke naam van de soort is voor het eerst geldig gepubliceerd in 1955 door Oliveira.